# Муравей (Залісовський округ)
Мураве́й (рос. Муравей) — селище у складі Залісовського округу Алтайського краю, Росія.

## Населення
Населення — 224 особи (2010; 307 у 2002).
Національний склад (станом на 2002 рік):
- росіяни — 96 %